# Insteekboek

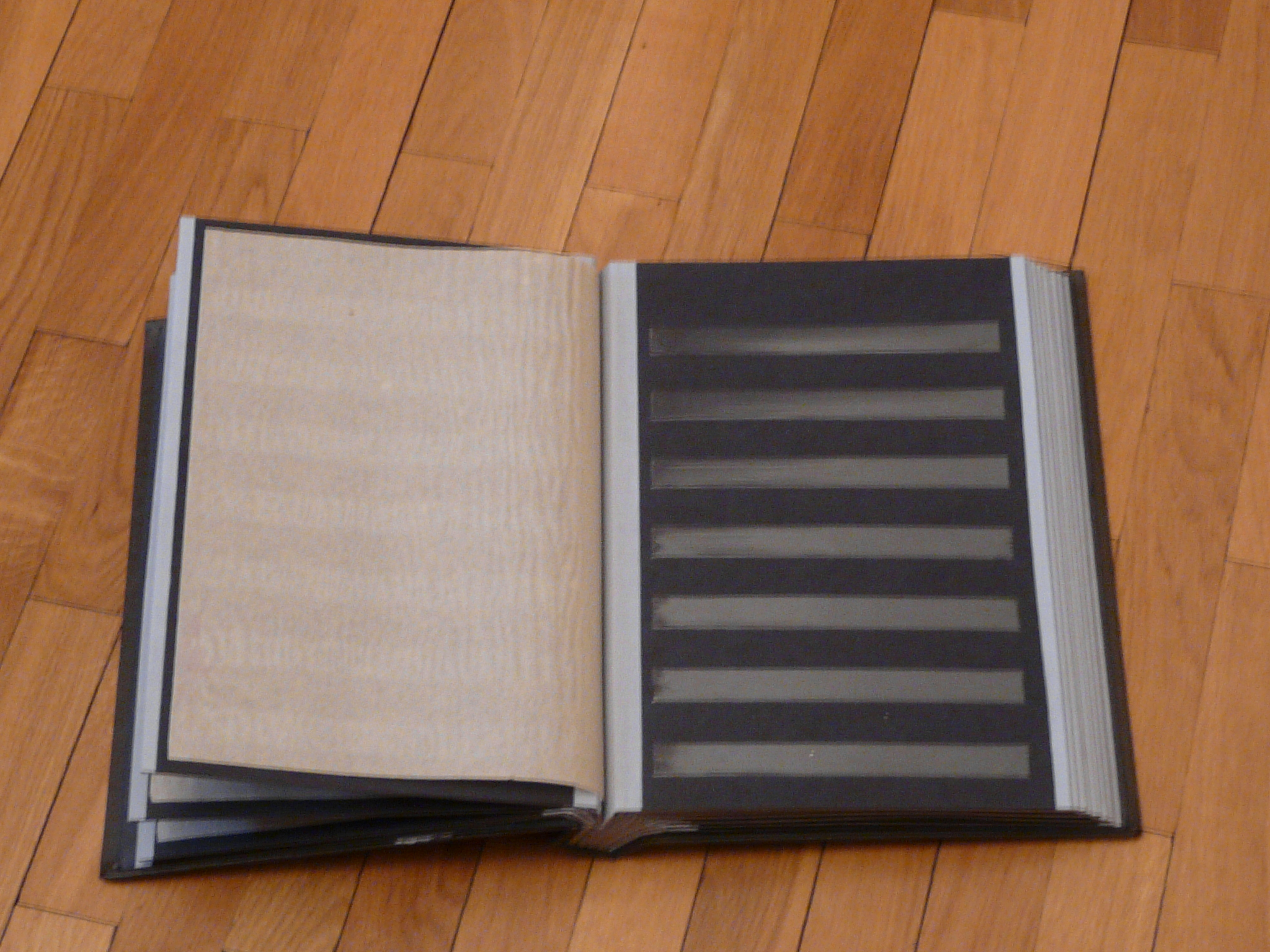
Een leeg insteekboek met pergamijn tussenblad

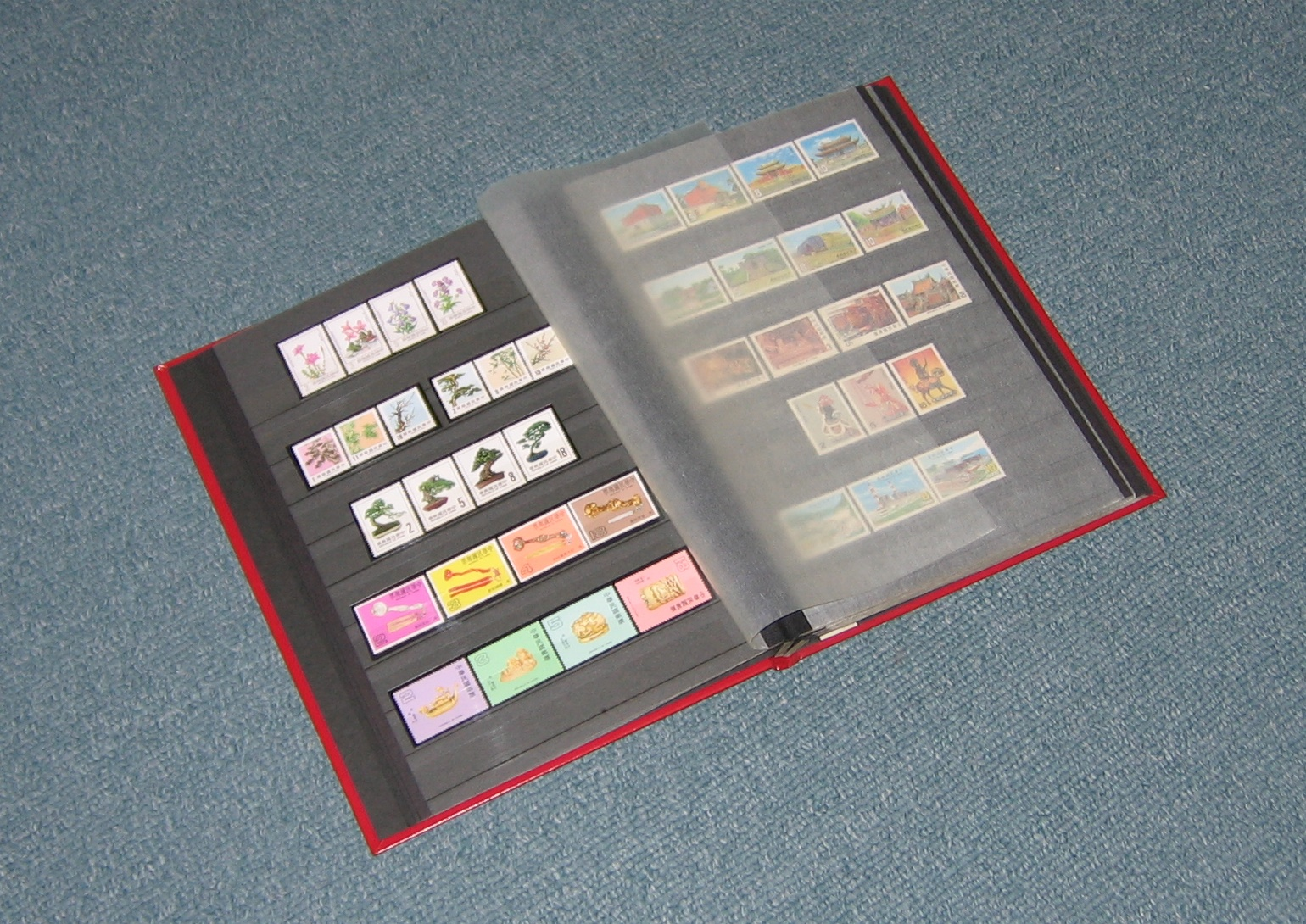
Een insteekboek met postzegels

Een  insteekboek of stockboek is een voorraadboek voor postzegels, dat door filatelisten wordt gebruikt. Elk blad bestaat uit stevig karton waarop aan twee zijden stroken van pergamijn of van plastic zijn geplakt, waarachter postzegels kunnen worden ingestoken. Vaak heeft een stockboek pergamijn tussenbladen. Dit moet voorkomen dat de postzegels van twee tegenover elkaar liggende bladzijden aan elkaar blijven haken en daardoor zouden kunnen beschadigen. 